# Hebrus comatus
Hebrus comatus är en insektsart som beskrevs av Drake och Harris 1943. Hebrus comatus ingår i släktet Hebrus och familjen vitmosseskinnbaggar. Inga underarter finns listade i Catalogue of Life.